# Leuk (chien)
Pour les articles homonymes, voir Leuk.
Leuk, né le 20 septembre 2013 et mort en opération le 2 mai 2019 au Mali, est un chien de guerre des Forces armées françaises, de race malinoise.

## Biographie
Leuk naît le 20 septembre 2013.
En 2015, il est intégré à la cellule cynotechnique du Commando Kieffer de la Marine nationale, après deux ans d'entraînement. On le surnomme Leuk la chance ou Lucky Leuk en anglais (jeu de mots probablement en référence à Lucky Luke, personnage principal de la série de bande dessinée du même nom). Avec sa spécialisation en assaut et en détection d'explosifs, il est envoyé en mai 2019 en mission au Sahel. Le 2 mai, il est envoyé en reconnaissance lors d'une intervention de l'opération Barkhane dans les massifs rocheux, au Mali. Il arrive dans un lieu difficile d'accès et réussit à trouver un individu suspect. Il s'engage alors dans un combat à corps-à-corps, mais tombe sous les balles d'un insurgé,,.
Le 23 avril 2021, la People's Dispensary for Sick Animals, au Royaume-Uni, le décore de la médaille Dickin à titre posthume, faisant de lui le 73e récipiendaire de cette distinction. Le motif est ainsi décrit :
« For showing outstanding bravery and devotion to his handler and unit during operation in May 2019 »
— People's Dispensary for Sick Animals

« Pour avoir fait preuve d'une bravoure et d'un dévouement exceptionnels envers son maître et son unité lors de l'opération en mai 2019 »
Également, le 15 septembre 2021, dix-sept duos de chiens héros avec leur maître sont récompensés par un trophée pour leur travail par l'association Centrale Canine à l'hôtel de ville de Paris. Son maître « Forest » a ainsi déclaré à la cérémonie : « soyez ce soir convaincus qu'au même titre qu'un opérateur, lorsqu'un chien est engagé nous considérons que c'est un équipier qui va risquer sa vie » et que « si un chien est blessé ou tué, c'est qu'un homme l'aurait été aussi. Ce soir-là, ce sont des maris, des pères, des fils, qui auront pu rentrer chez eux ».

## Distinctions
- Médaille Dickin (décoré le 23 avril 2021)